# Grå bolltistel
Grå bolltistel eller balkanbolltistel (Echinops exaltatus) är en växtart i familjen korgblommiga växter.